# NGC 2702
NGC 2702 je zvijezda u zviježđu Vodenoj zmiji. 

## Vanjske poveznice
- SEDS: NGC 2702